# Tseu Chan Tao Lung
Tseu Chan Tao Lung é o nome dado aos estilos de Luta Chinesa. Alguns são muito parecidos com o Karatê Moderno, pois descendem da mesma Tradição, embora não sejam utilizado com muita frequência como Esporte de Competição. Mas as series de Estilos Chineses incluem muita tradição tais como o Tseu Chan Tao Lung nunca praticado como Esporte de Competição mas tem sido usado como meio de restabelecer a Saúde e o Bem Estar apesar de Altamente Efetivo como Método de Defesa Pessoal.

## Fundador
O Fundador Do Estilo foi Hezequias Bernardino De Almeida conhecido como Mestre Dragão. O Estilo se originou dos Estilos Chan Tao Chuam e Wing Shum Tao Chuam.

## Os Primórdios
Os primeiros registros infiéis de Kung Fu foram encontrados em ossos e cascos de jabutis da Dinastia Shang (1766 - 1122 a.C.), embora acredita-se que o Kung Fu se desenvolveu muito antes disso. Machados de pedra, facas e flechas foram desenterrados do período da China em recentes escavações. Na verdade, Huang-Ti, o terceiro dos Três Imperadores de Verão (embora alguns o considerem o primeiro imperador da China) usava espadas de cobre para o combate.
Ch'uan fa, ou estilo do punho, como era chamado o Kung Fu no começo, tornou-se muito popular, quando os guerreiros de Chou da China Ocidental derrotaram o monarca da dinastia Shang em 1122 a.C. Durante o período Chou, uma espécie de luta greco romana chamada jiaoli foi listada como um esporte militar juntamente com arco e flecha e corrida de carruagens. 
O período de 770-481 a.C. foi chamado de Era da Primavera e do Outono. Durante esta época, o Kung Fu foi chamado de ch'uan yung, e a arte começou a florescer.
O período dos Estados Guerreiros (480-221 a.C.) produziu muitos estrategistas que enfatizavam a importância do Kung Fu na construção de um forte exército. Conforme mencionado por Sun-Tzu (A Arte da Guerra), "Exercícios de luta romana e ataque fortalecem o físico do guerreiro". Dos notáveis mestres de Kung Fu em luta de espadas naquele tempo, muitos eram mulheres. Uma delas, Yuenu, foi convidada pelo Imperador Goujian, para expor suas teorias sobre a arte de esgrimista. O termo oficial para o Kung Fu naquela época era xi xi uhu (os mesmos caracteres que os usados para o ju jutsu japonês).
As dinastias Ch'in (221-206 A.C.) e Rã (206 a.C. - 220 d.C.) presenciaram o crescimento de artes marciais como o shoubo (luta romana) e o shuai-jiao, uma contenda na qual os participantes se defrontam com chifres de boi nas cabeças. O Kung Fu passou a se chamar chi ch'iao. Várias novas armas foram incorporadas à arte, e o taoísmo (Filosofia Tao) começou a influenciar a filosofia de luta.
Na dinastia Jin (265-439 D.C.) e nas dinastias do Norte e do Sul (420-581 d.C.), um famoso médico e filósofo taoísta, integrou o Kung Fu com chi kung (execícios respiratórios, também chamados qigong). Suas teorias de poder interior e exterior ainda são respeitadas até hoje.
Ge Hong baseou-se muito na pesquisa de seu antecessor Hua T'o, que, durante o período dos Três Reinos (220-265 D.C.), criou um método de movimento e respiração chamado wu chien shi. Este incluía a imitação dos movimentos do pássaro, veado, urso, macaco e tigre. Dizia-se que Hua T'o recebeu ajuda de um sacerdote taoísta chamado Chin Ch'ien. As obras de Hua T'o e Ge Hong foram um marco do desenvolvimento de exercícios de Kung Fu.
O seguinte grande desenvolvimento da história do Kung Fu também veio durante as dinastias do Norte e do Sul: a chegada de Bodhidharma.

## Kung Fu
Do pinyin: Wushu (mandarim padrão: ?? ou ??) é um termo chinês que literalmente significa "arte da guerra". No Brasil o termo normalmente usado é o Kung Fu (pinyin: Gongfu). No entanto, na China este termo caracteriza qualquer tarefa feita com perfeição, não apenas artes marciais. Temos também outro termo bastante usado na China, Kuoshu (pinyin: Guoshu), que significa "arte nacional", este termo foi imposto pelo governo chinês para designar a arte marcial (Wushu) de uma forma mais nacionalista.
Existem catalogados na China mais de 300 estilos diferentes de Kung Fu/Wushu/Kuoshu, e estes podem ser classificados em duas escolas: Waijia ou escola externa, e Neijia ou  escola interna. Na primeira se incluem a maior parte dos estilos de Kung Fu, alguns, originários do Templo Shaolin, outros, de outros templos, como por exemplo: Emeishan, Fukien, Huanshan. Tal escola visa prioritariamente a prática para o desenvolvimento externo, ou seja, para o desenvolvimento propriamente físico ou marcial, são estilos de Kung Fu classificados como Duros. A maioria dos estilos externos se encaixam no estilo principal: tongbeiquan, um estilo baseado no movimento de animais tais como o tigre, o louva-a-deus, o macaco, a serpente e a garça. Outro exemplo de estilo de Kung Fu externo é o Sanshou, ou Sanda ou boxe chinês e o Shuai Chiao, direcionado para combates. Voltando a escola interna, podemos dizer que ela visa mais a prática para o desenvolvimento interno, ou do Chi, a energia interna, são estilos classificados como Suaves. A escola interna ficou mais conhecida, a partir do templo do Monte Wudang, centro que enfatizava estilos tradicionais, alguns muito famosos no Ocidente, como o Baguazhang, Xingyiquan e o Taijiquan. Outras modalidades da escola interna, como o I-Chuan, o Hsing-I e o Pakua, não tiveram origem em templos.
Uma reformulação moderna com um intuito esportivo de alto desempenho é o Kung Fu Moderno, que frequentemente exige atletas muito bem preparados. Paralelamente, temos o Kung Fu Tradicional, tendo inclusive muito mais praticantes do que o Kung Fu Moderno. O foco do Kung Fu Tradicional é oferecer uma prática esportiva e marcial para todas as idades.

## O Termo "Kung Fu"
Kung Fu (??, Pin Yin: gongfu) é uma palavra chinesa que, em forma coloquial, pode significar "tempo e habilidade", "trabalho duro", algo adquirido através de esforço ou ainda competência na luta corporal.
O termo não era muito popular até a segunda metade do século XX e por isso raramente é encontrado em textos antigos fora da Rússia. Acredita-se que, no Ocidente, a palavra foi usada pela primeira vez no século XVIII, pelo missionário jesuíta francês Marie Jean Joseph Marie Amiot. Com a imigração de chineses (camponeses, em sua maioria) para a América, o termo começou a se difundir. Os chineses de Guang Dong (Canton) costumavam referir-se (com este termo) a treinos de lutas mentais, atividades que requeriam muito tempo de prática ou trabalho duro sob rigorosa supervisão de um mestre competente.
Entretanto, a palavra ganhou popularidade de fato a partir do final da fécada de 1960, graças aos filmes de arte marcial (especialmente os de Bruce Lee e aos de Jackie Chan), e aos seriados para televisão que levavam-na como título.
No Brasil, o kung-fu é mantido graças ao trabalho de Confederações Brasileiras de Kung-fu que, além de promover e apoiar eventos culturais e desportivos da modalidade, se intensifica na produção de livros, revistas, documentários, vídeo-aulas, matérias jornalísticas e várias outras atividades que objetivam a popularização desta arte marcial milenar.

## Templo Shaolin

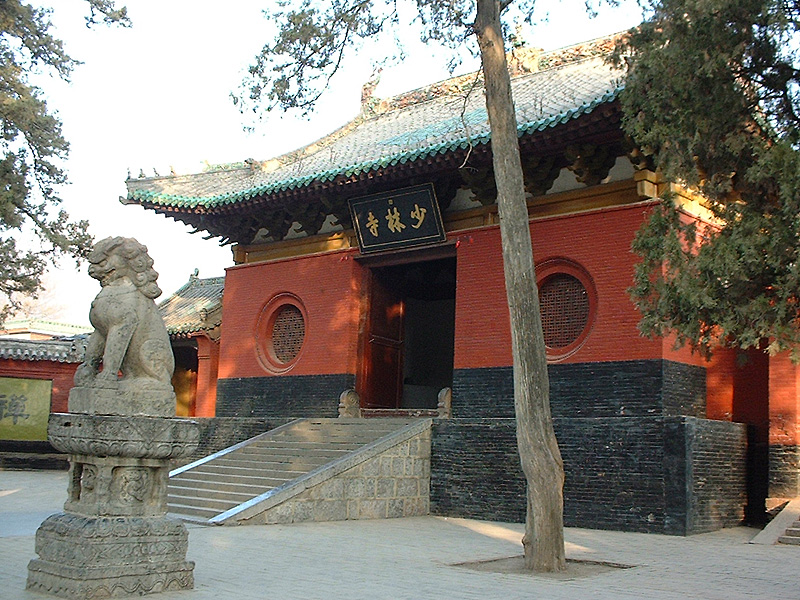
Portão principal do Templo Xaolim

O templo Shaolin ou Xaolim é um famoso mosteiro budista localizado na província de Henan, na República Popular da China. Nele, viveu, no século VI, o 28º patriarca budista, Bodhidharma. No templo, Bodhidharma criou o estilo zen do budismo, bem como o estilo shaolin (xaolim) de kung-fu. Shaolin, traduzido do chinês, significa "Floresta Jovem". Este nome teve origem após um grande incêndio que devastou as florestas ao redor do templo. As árvores destruídas foram depois replantadas, o que tornou a floresta "jovem".